# Rennrodel-Amerika-Pazifikmeisterschaften 2019
Die Rennrodel-Amerika-Pazifikmeisterschaften 2019 wurden vom 12. bis 14. Dezember 2019 im Rahmen des 3. Weltcuprennens der Saison 2019/20 im Whistler Sliding Centre in Whistler, Kanada, ausgetragen.
Es gab Wettbewerbe in den Einsitzern für Männer und Frauen und dem Doppelsitzer. Alle Wettbewerbe wurden in zwei Läufen entschieden werden, für die Wertung dienten die Ergebnisse der Weltcuprennen in den entsprechenden Disziplinen. Sportlerinnen und Sportler, die sich im Weltcup vorangegangenen Nationencup nicht für den Weltcup qualifizieren konnten und somit nicht am Wertungsrennen für die Amerika-Pazifikmeisterschaften teilnahmen, wurden in der Reihenfolge ihrer Platzierungen des Nationencups eingereiht.

## Titelverteidiger
Bei den vorangegangenen Amerika-Pazifikmeisterschaften 2018 im US-amerikanischen Lake Placid siegten Emily Sweeney im Einsitzer der Frauen und Christopher Mazdzer im Einsitzer der Männer. Der Titel in der Wertung der Doppelsitzer konnte nicht vergeben werden, da für das Rennen der Doppelsitzer nur zwei startende Paare angetreten und somit die laut Reglement erforderlichen drei Teilnehmerschlitten verfehlt waren.

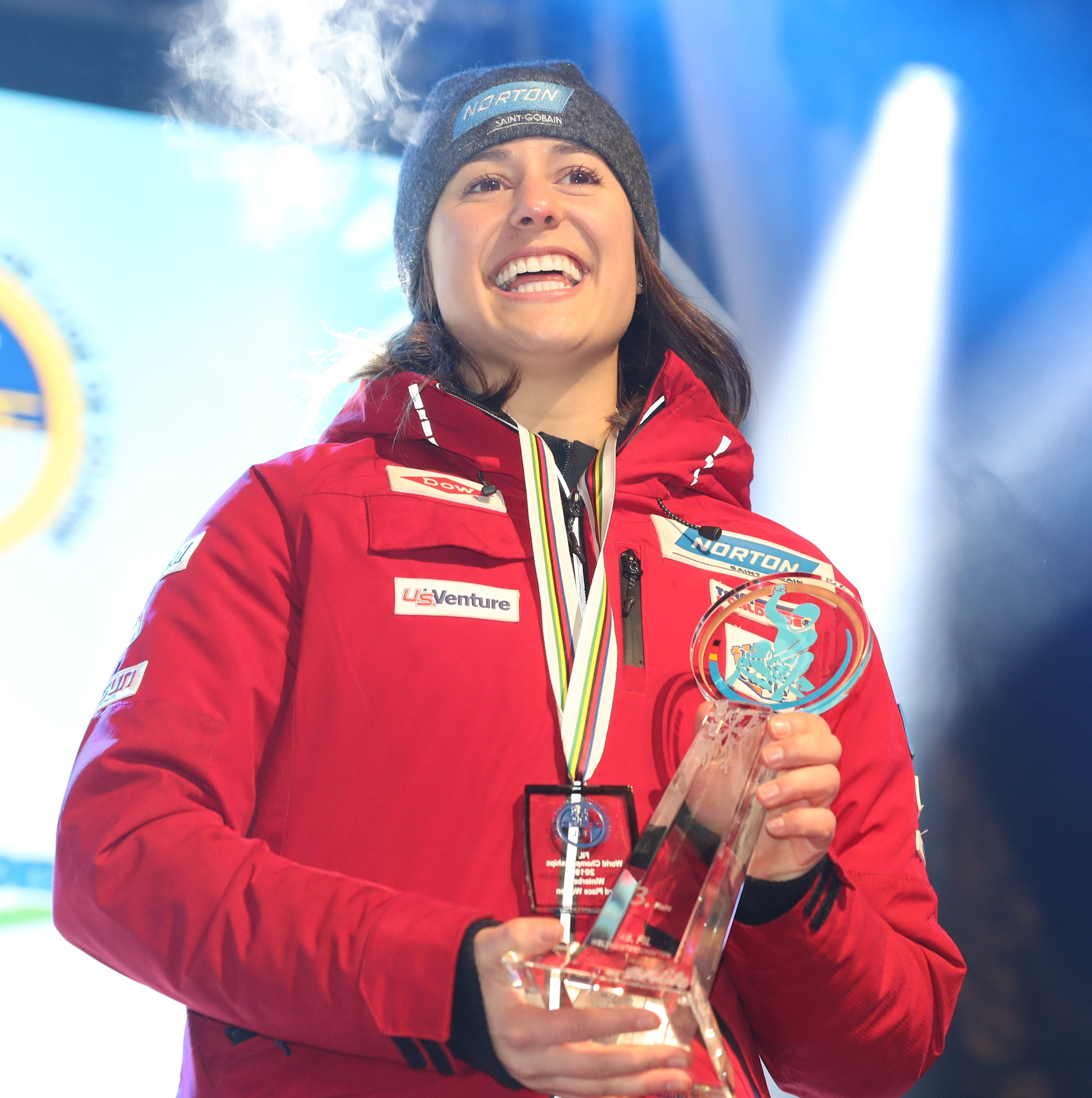
Emily Sweeney
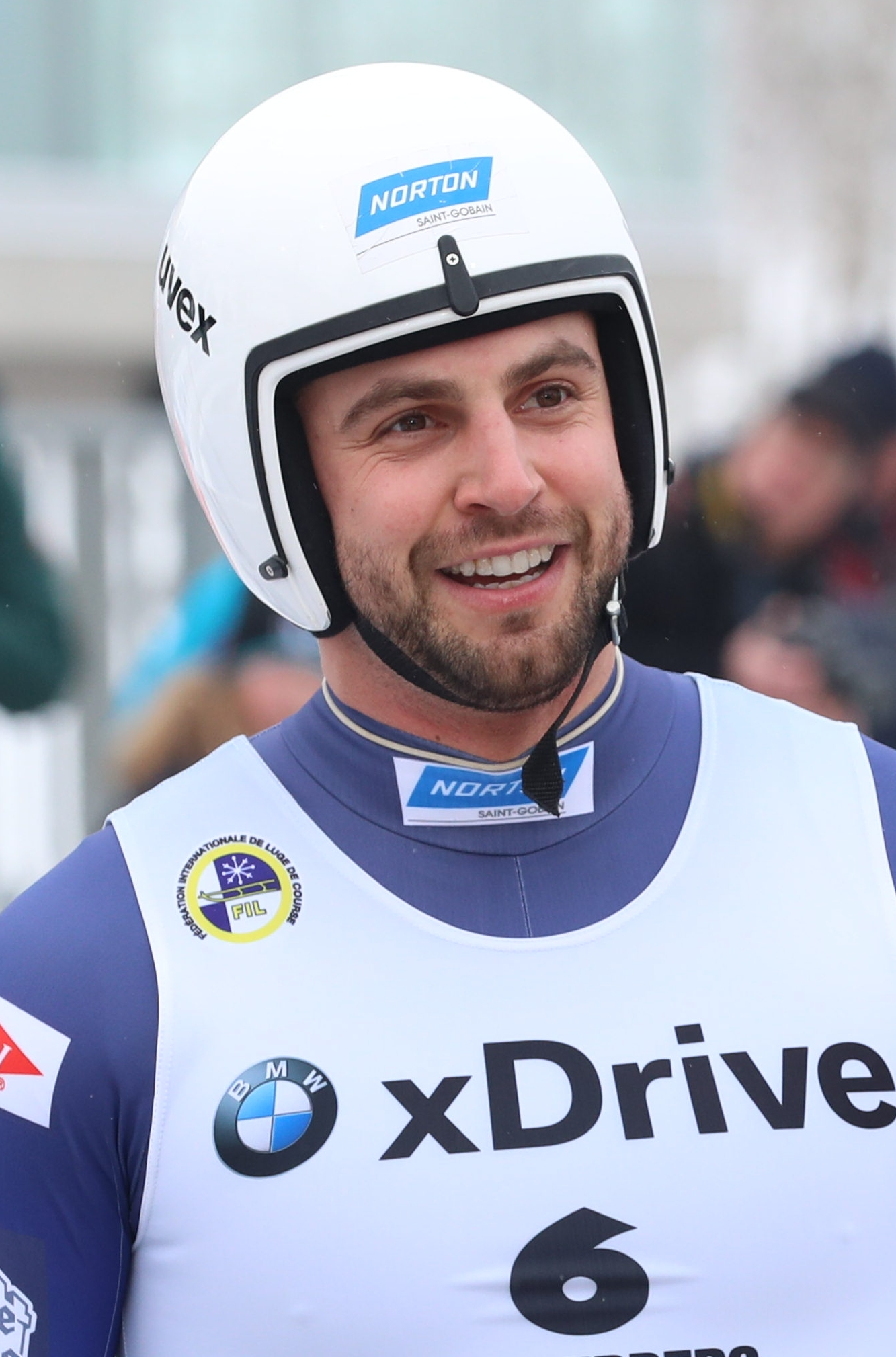
Christopher Mazdzer

## Einsitzer der Frauen

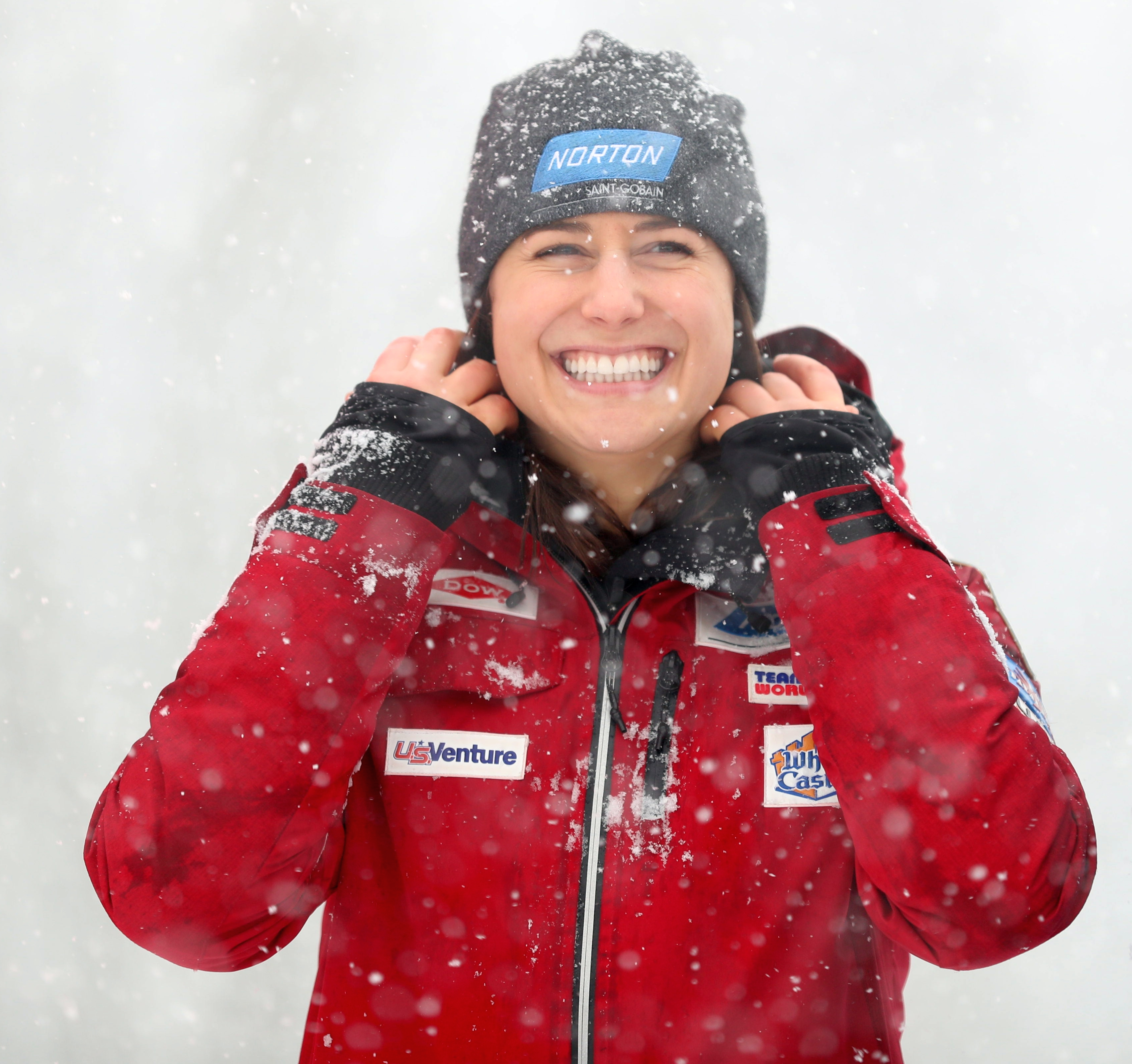
Emily Sweeney, Gewinnerin im Frauen-Einsitzer

| Platz | Sportler               | Laufzeiten        | Zeit             |
| ----- | ---------------------- | ----------------- | ---------------- |
| 01    | Emily Sweeney          | 38,862 s 38,850 s | 1:17,712 Minuten |
| 02    | Carolyn Maxwell        | 38,969 s 38,912 s | 1:+0,169 s       |
| 03    | Makena Hodgson         | 38,976 s 38,938 s | 1:+0,202 s       |
| 04    | Brooke Apshkrum        | 39,001 s 38,974 s | 1:+0,263 s       |
| 05    | Ashley Farquharson     | 39,144 s 38,938 s | 1:+0,370 s       |
| 06    | Brittney Arndt         | 39,032 s 39,051 s | 1:+0,371 s       |
| 07    | Trinity Ellis          | 39,117 s 38,978 s | 1:+0,383 s       |
| 08    | Verónica María Ravenna | 39,082 s 39,121 s | 1:+0,491 s       |
| 09    | Summer Britcher        | 40,641 s 38,824 s | 1:+1,753 s       |

Datum: 13. Dezember
Am Rennen im Einsitzer der Frauen nahmen neun Starterinnen teil. Während die US-Amerikanerinnen Emily Sweeney und Summer Britcher bereits über die Gesetztenliste des Weltcups qualifiziert waren, qualifizierten sich ihre Landsfrauen Brittney Arndt, Ashley Farquharson, wie auch die Kanadierinnen Carolyn Maxwell, Makena Hodgson, Brooke Apshkrum und Trinity Ellis sowie die Argentinierin Verónica María Ravenna über den Nationencup. Nach dem ersten Lauf führte Emily Sweeney bereits mit einem Vorsprung von mehr als einem Zehntel. Auf den weiteren Rängen folgten Maxwell, Hodgson, Apshkrum, Arndt, Ravenna, Ellis, Farquharson und Britcher. Letztere hatte den Lauf mit einem schweren Fahrfehler beendet und hatte mit einem Rückstand von mehr als 1,5 Sekunden das Ziel erreicht.
Im zweiten Lauf fuhr Britcher Bestzeit in der Amerika-Pazifikwertung, konnte sich aber im Gesamtklassement nicht weiter verbessern. Sweeney gewann mit der zweitbesten Laufzeit die Wertung für sich. Farquharson verbesserte sich mit der viertbesten Laufzeit noch auf Rang 5. Mit Sweeney gewann eine Vertreterin des US-amerikanischen Teams auf der kanadischen Bahn vor Maxwell und Hodgson aus Kanada. Ihren Landsfraue Brooke Apshkrum kam auf Rang 4. Arndt, Ellis und Ravenna folgten Farquharson auf den Plätzen 6 bis 8, Britcher wurde Letzte.
Im Weltcuprennen wurde Sweeney Siebte, Maxwell kam auf Rang 12 ins Ziel, Hodgson folgte auf 14. Apshkrum fuhr auf Rang 16, Farquharson auf 18, direkt dahinter folgten Arndt auf 19, Ellis auf 20 und Ravenna auf 21. Britcher erreichte als 28. das Ziel und erreichte damit den letzten Platz des Klassements.

## Einsitzer der Männer

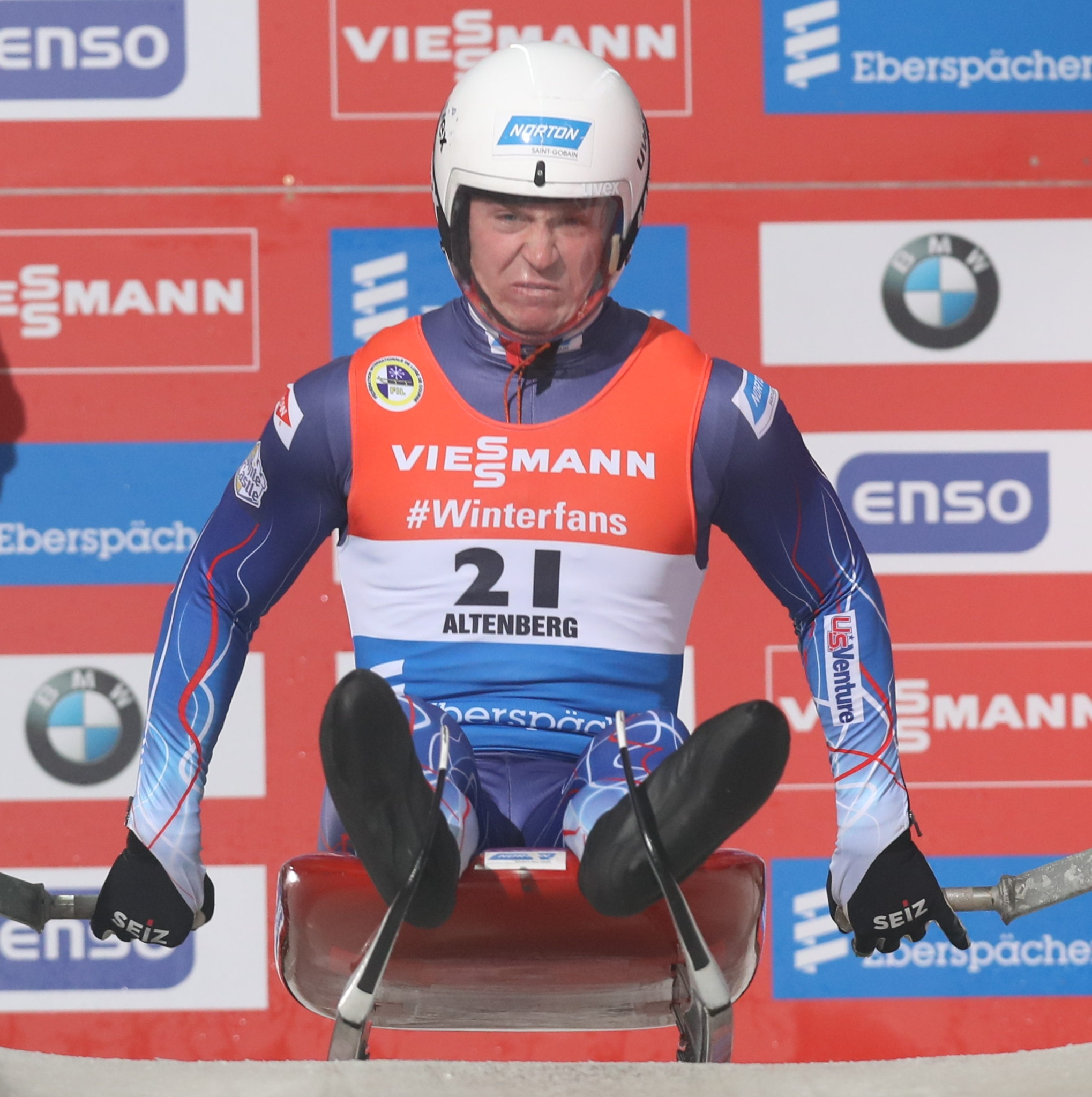
Tucker West, Gewinner im Männer-Einsitzer

| Platz | Sportler                   | Laufzeiten        | Zeit             |
| ----- | -------------------------- | ----------------- | ---------------- |
| 01    | Tucker West                | 50,060 s 50,096 s | 1:40,156 Minuten |
| 02    | Christopher Mazdzer        | 50,157 s 50,141 s | 1:+0,142 s       |
| 03    | Reid Watts                 | 50,248 s 50,259 s | 1:+0,351 s       |
| 04    | Jonathan Eric Gustafson    | 50,564 s 50,202 s | 1:+0,610 s       |
| 05    | Colton Clarke              | 50,489 s 50,430 s | 1:+0,763 s       |
| 06    | Cole Anthony Zajanski      |                   |                  |
| 07    | Devin Wardrope             |                   |                  |
| 08    | Dylan Morse                |                   |                  |
| DSQ   | Alexander Michael Ferlazzo |                   |                  |

Datum: 13. Dezember
Nach dem ersten von zwei Wertungsläufen lag der US-Amerikaner Tucker West bereits mit einem Vorsprung von rund einer Zehntel Sekunde vor seinem Landsmann Christopher Mazdzer und Reid Watts aus Kanada in Führung. Rang 4 des Laufes belegte der Kanadier Colton Clarke vor dem US-Amerikaner Jonathan Eric Gustafson. Der Australier Ferlazzo wurde wegen eines falschen Spalts zwischen Schiene und Schlitten disqualifiziert.
West fuhr auch im zweiten Lauf die Bestzeit und sicherte sich damit den Sieg dieser Kontinentalwertung. Mazdzer kam vor Watts auf den Silberrang. Gustafson verbesserte sich mit der drittbesten Laufzeit noch auf Rang 4, dahinter kam Clarke auf Rang 5. Auf Rang 6 bis 8 wurden die Kanadier Cole Anthony Zajanski,  Devin Wardrope und Dylan Morse eingereiht, die sich alle nicht im vorangegangenen Nationencup (Qualifikationsrennen) für das Weltcuprennen in Lake Placid qualifizieren und daher nicht am Wertungsrennen für die Amerika-Pazifikmeisterschaften teilnehmen konnten. Ferlazzo wurde aufgrund der Disqualifikation an das Ende des Klassements eingereiht.
West belegte im Race-in-Race ausgetragenen Weltcuprennen den 8. Platz, Mazdzer wurde 13., Watts belegte den 21. Platz, Gustafson erreichte Rang 23, Clarke fuhr auf Rang 25.

## Doppelsitzer

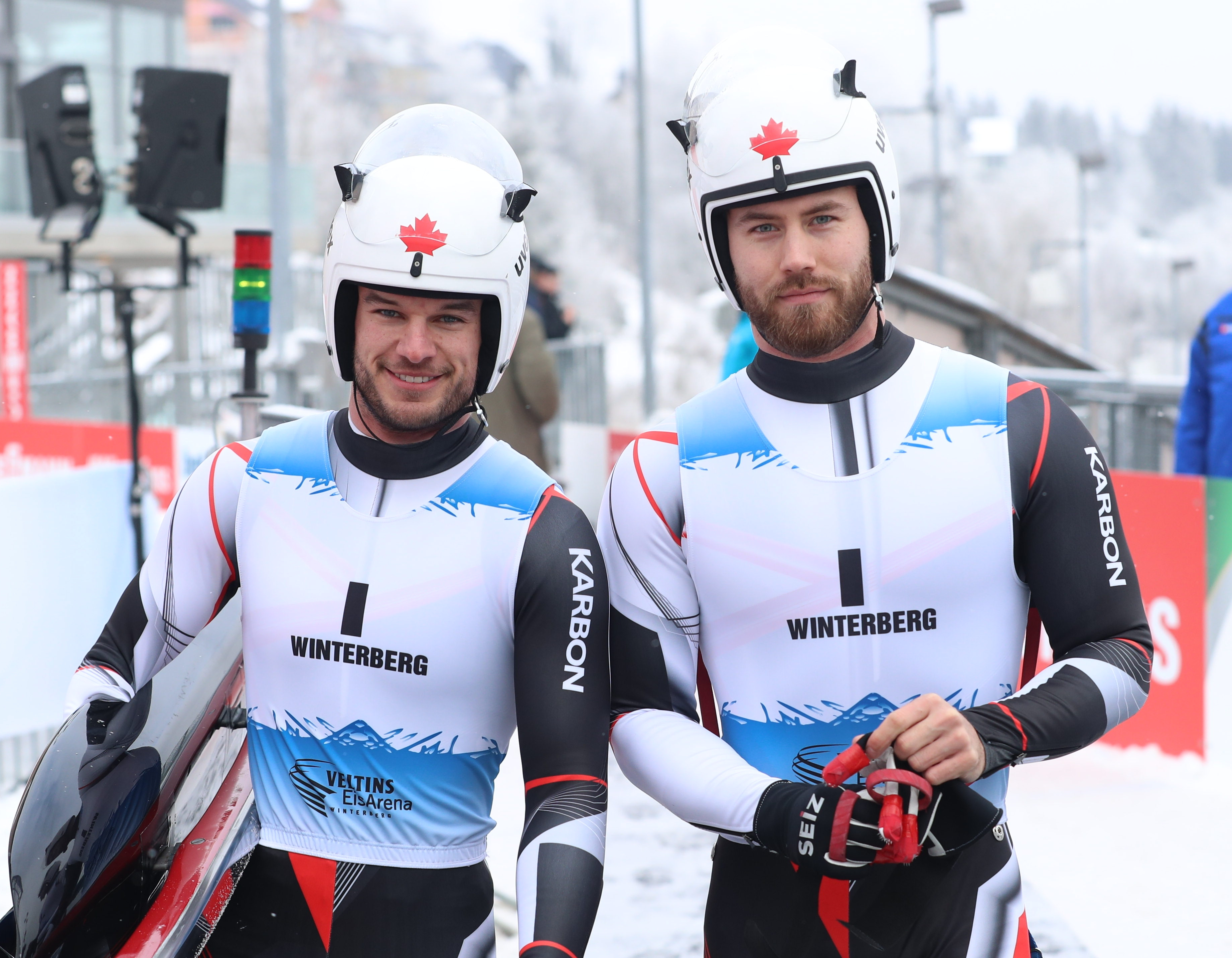
Tristan Walker und Justin Snith, Gewinner im Doppelsitzer

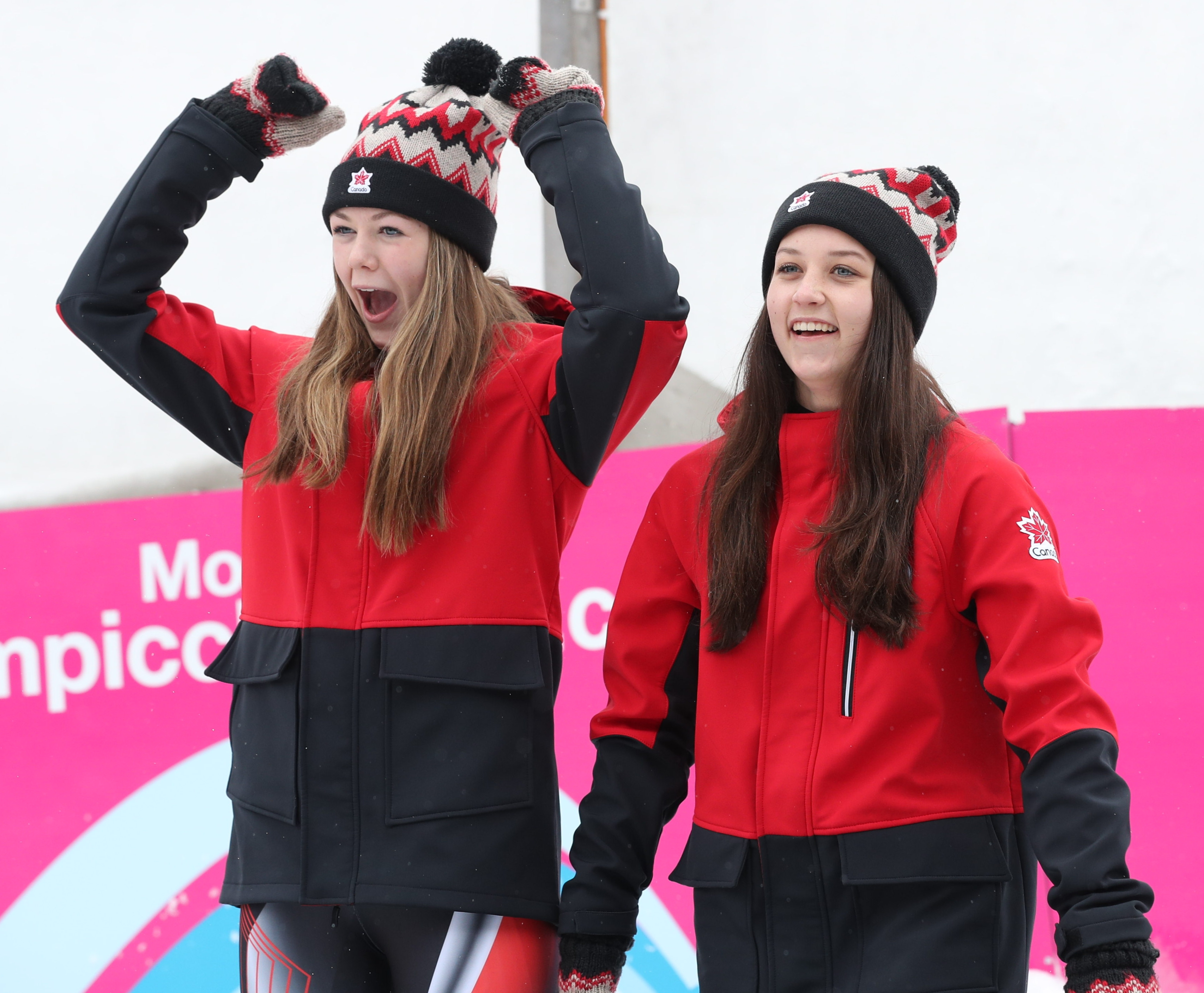
Caitlin Nash und Natalie Corless

| Platz | Sportler                            | Laufzeiten        | Zeit             |
| ----- | ----------------------------------- | ----------------- | ---------------- |
| 01    | Tristan Walker/Justin Snith         | 38,528 s 38,508 s | 1:17,036 Minuten |
| 02    | Christopher Mazdzer/Jayson Terdiman | 38,648 s 38,602 s | 1:+0,214 s       |
| 03    | Caitlin Nash/Natalie Corless        | 39,691 s 39,648 s | 1:+2,303 s       |

Datum: 14. Dezember
Mit den Kanadiern Tristan Walker und Justin Snith sowie den US-Amerikanern Christopher Mazdzer und Jayson Terdiman traten die Teilnehmer des Vorjahreswettbewerbs, welcher aufgrund zu geringer Teilnehmerzahl nicht gewertet werden konnte, an. Als drittes Doppelsitzerpaar nahmen die kanadischen Juniorinnen Caitlin Nash und Natalie Corless teil, die mit ihrem Start als erstes rein weibliches Doppelsitzerpaar bei einem Weltcup der Elite Rennrodelgeschichte schrieben. Formal war die Doppelsitzerklasse seitens des Weltverband Fédération Internationale de Luge de Course nie auf männlicher Starter beschränkt, diese dominierten jedoch stets aufgrund körperliche Vorteile. Mit dem Doppelsitzer der Frauen war zu Beginn der Saison 2018/19 im Bereich der Jugend A eine neue Klasse eingeführt worden, die auch bei den Olympischen Winterspielen der Jugend 2020 ausgefahren wird, jedoch noch nicht bei den Olympischen Winterspielen 2022 als neue Disziplin eingeführt wird. Nash/Coreless hatten bereits an der Premierensaison des Doppelsitzers der Frauen in der Jugend A teilgenommen und fuhren auch in der Saison 2019/20 die Weltcuprennen auf dem Olympia Eiskanal Igls, wo sie als Fünft- beziehungsweise Sechstplatzierte das Ziel erreichten.
Nach dem ersten Lauf führten die Lokalmatadoren Walker/Snith bereits mit einem Vorsprung von mehr als 0,1 Sekunden vor ihren US-amerikanischen Herausforderern Mazdzer/Terdiman. Ihre 16-jährigen kanadischen Teamkolleginnen Nash/Corless erreichten mit einem Rückstand von mehr als 1,1 Sekunden das Ziel. Im zweiten Lauf änderte sich an dieser Reihenfolge nichts mehr. Walker/Snith gewannen mit einem Vorsprung von mehr als 0,2 Sekunden ihren fünften Titel bei Amerika-Pazifikmeisterschaften im Rennrodeln. Mazdzer/Terdim fuhren auf Rang 2, Nash/Corless erreichten mit einem Rückstand von 2,3 Sekunden den Bronzerang und sicherten sich damit bei ihrer ersten Teilnahme eine Medaille.
Im Weltcuprennen fuhren Walker/Snith auf Rang 6, Mazdzer/Terdiman auf 11 und Nash/Corless auf Rang 22.

## Medaillenspiegel
| Platz | Land               | Gold | Silber | Bronze | Gesamt |
| ----- | ------------------ | ---- | ------ | ------ | ------ |
| 1     | Vereinigte Staaten | 2    | 2      | 0      | 4      |
| 2     | Kanada             | 1    | 2      | 3      | 6      |